# Goatlord
A Goatlord egy amerikai metal együttes volt 1985-től 1997-ig.

## Története
A zenekar 1985-ben alakult Las Vegasban. Első demójukat 1987-ben adták ki. A lemez black és sludge metal hangzás keverékével rendelkezett. A Goatlord második demója, az 1988-as "Sodomize the Goat" már sokkal inkább meghatározta a zenekar hangzásvilágát. Az együttes tagjai sokkal lassabb zenét szerettek volna készíteni, amely miatt feszültség kerekedett az együttesen belül. Ace Stills énekes végül új zenei társulatot alapított, Doom Snake Cult néven.
A Goatlord megmaradt tagjai Stills nélkül rögzítették az első nagylemezüket. Helyére Mitch Harris, a Napalm Death/Righteous Pigs énekese került. Ezután Ace visszakerült a zenekarba és az ő éneklésével újra rögzítették az anyagot. Az album 1991-ben jelent meg. 1992-ben megjelentették második lemezüket, amely az első lemezük újra rögzített (re-recorded) változata. Az együttes végül 1997-ben feloszlott, a tagok közti ellentétek miatt. A "Nuclear War Now" kiadó 2007-ben, posztumusz kiadásban piacra dobott egy "The Last Sodomy of Mary" című albumot, amelyen a Goatlord első nagylemeze után rögzített, eddig meg nem jelentetett/újra rögzített dalait tartalmazza. Rövid pályafutásuk ellenére nagy hatásúnak számítanak.
Joe Frankulin gitáros 2015-ben megölt egy anyát és a fiát, ezután öngyilkosságot követett el.

## Tagok
- Ace Stills - ének (1986-1991, 2017-ben elhunyt)
- Joe Frankulin - gitár (1986-1997, 2015-ben elhunyt)
- Jeff Schwob - basszusgitár (1986-1997)
- Jeff Nardone - dob (1986-1997)
- Chris Gans - ének (1991-1997)

## Diszkográfia
- Demo '87 (1987)
- Sodomize the Goat (demó, 1988)
- Reflections of the Solstice (album, 1991)
- Goatlord (album, 1992)
- Distorted Birth: The Demos (válogatás, 2003)
- Foreshadow / Reaper of Man (Nunslaughter / Goatlord split, 2004)
- The Last Sodomy of Mary (válogatás, 2007)